# Županijska nogometna liga ŽNS Središnje Bosne
Županijska nogometna liga ŽNS Središnje Bosne (Županijska liga Središnje Bosne), bila je treći rang natjecanja u ligaškom sustavu Nogometnog saveza Herceg-Bosne. Ligu je organizirao Županijski nogometni savez Središnje Bosne (ranije Regionalni nogometni savez Središnja Bosna). Utemeljena je 1997. odlukom Skupštine RNS. Obuhvaćala je klubove iz Županije Središnja Bosna i Zeničko-dobojske županije.
U prvoj sezoni, 1997./98., liga je imala četiri kluba.

## Osvajači
(popis nepotpun)
- 1997./98. - ? (jesenski prvak NK Rijeka Vitez[2])
- 1998./99. - ?